# Peter Hersleb Classen den yngre
 Der er flere personer med dette navn, se Peter Hersleb Classen den ældre.
Peter Hersleb Classen (18. januar 1804 i Paris – 22. februar 1886 i København) var direktør for Det Classenske Fideicommis.
Hans forældre var generalkonsul, senere gehejmelegationsråd Michael Classen og Anne Elisabeth Treville. Classen blev student 1820 fra Nykøbing Katedralskole, cand. jur. 1824 og var fra 1825 til sin død medlem af direktionen for Det Classenske Fideicommis. Fra 1828 havde han bopæl på fideikommisets primære gods Corselitze og tog sig især af administrationen af fideikommissets godser på Falster. Hans indsats omfattede forbedringer af driften, tillige på bøndergårdene, oprettelse af skoler og af asyler, plejehjem mm. Classen var kompetent og pligtopfyldende, men stod tilbage for direktionens mere betydelige medlemmer, hvoriblandt især den adm. direktør F.F. Tillisch var ledende. Ikke desto mindre var Classen involveret i fideikommisets store projekter i perioden, således en udvidelse af ejendommen i Amaliegade i København, oprettelsen af De Classenske Boliger etc. Han var også i en årrække formand for Diakonissestiftelsens bestyrelse.
Han blev kammerjunker 1825, kammerherre 1843, gehejmekonferensråd 1871, Ridder af Dannebrog 1850, Kommandør 1865 og fik Storkorset 1876.
Gift 6. maj 1828 på Frederiksberg med Clara Charlotte Fanny Skeel (Scheel) (20. november 1809 i København – 10. november 1898 sammesteds), datter af kaptajn, senere major og majoratsbesidder Christian Frederik Erik Skeel (1777-1837) og komtesse Clara Charlotte Fanny Trampe (1774-1852, gift 1. gang 1796 med baron Adam Christopher von Holsten).
Han er begravet i Vinderød Kirke.
Der er rejst en mindestøtte ved Corselitze og en mindetavle i Vinderød Kirke. Portrætrelief af Rasmus Bøgebjerg 1893. Litografi 1871 af Edvard Fortling.